# Генрі Сіснерос
Генрі Габріель Сіснерос (англ. Henry Gabriel Cisneros; нар. 11 червня 1947) — американський політик і бізнесмен.

## Біографія
Здобув ступінь бакалавра (1968) та ступінь магістра (1970) в Техаському університеті A&M. Він також має ступінь магістра Школи управління ім. Джона Ф. Кеннеді та докторський ступінь Університету Джорджа Вашингтона.
У 1975 році був обраний до міської ради Сан-Антоніо.
Обіймав посаду мера Сан-Антоніо з 1981 по 1989 рік.
Сіснерос працював міністром житлового будівництва і міського розвитку в адміністрації президента Білла Клінтона з 1993 по 1997 рік.
З 1997 по 2000 рік — президент і головний виконавчий директор Univision.